# Мухадов, Азат Ровшанович
Азат Ровшанович Мухадов (туркм. Azat Röwsenowiç Muhadow; род. 21 июня 1981, Чарджоу) — туркменский футболист, полузащитник.

## Карьера
Выступал за различные клубы Узбекистана, Туркменистана, Турции. В 2009 году был на просмотре в «Томи», после трёх контрольных встреч покинул сбор.

### Сборная
Мухадов дебютировал за национальную сборную в 2007 году.

## Личная жизнь
Сын известного в прошлом нападающего сборной Туркменистана — Ровшана Мухадова.
Обучался в Туркменском национальном институте спорта и туризма.